# Seymeria cassioides
Seymeria cassioides là loài thực vật có hoa thuộc họ Cỏ chổi. Loài này được (J.F. Gmel.) S.F. Blake miêu tả khoa học đầu tiên năm 1915.